# アブドゥルハーク・ヌーリ
アブドゥルハーク・ヌーリ（Abdelhak Nouri、1997年4月2日 - ）は、オランダ・アムステルダム出身の元プロサッカー選手。後述のアクシデントにより引退扱い。アヤックス・アムステルダムに所属していた。ポジションはMF。

## 経歴

### 初期
モロッコ人の両親の下、アムステルダムで生まれ育った。早くからその才能が高く評価されており、2014年にはプロデビュー前ながらガーディアン紙の選ぶ将来有望な若手選手40人の一人に選ばれた。

### アヤックス
2005年からアヤックス・アムステルダムのアカデミーに所属。2015年3月13日、エールステ・ディヴィジに所属するリザーブチームのヨング・アヤックスとVVVフェンローの試合に出場、プロデビューを飾った。 
2016年9月21日、KNVBカップ・ ヴィレムII戦でトップチームデビュー。2016–17シーズンはヨング・アヤックスのベストプレーヤーに選出された。

#### ピッチに倒れる
2017年7月8日、SVヴェルダー・ブレーメンとの試合中に不整脈を発症、意識不明の重体となりドクターヘリで救急搬送された。同日、搬送先の病院が会見を開き、ヌーリの容態は安定していると発表したが、5日後にアヤックスは脳に重大な損傷を負っていると報告した。その後、自発呼吸が回復したことから7月25日に集中治療室から普通病棟に移ったが、脳の損傷によりプレー復帰は不可能とみられている。

#### 責任問題
その後の報道でヌーリの心臓に問題があることをアヤックスが知っていたことが判明し、知らされていなかった家族は適切な対処がされていなかったと責任についてクラブと話し合ったが、同意に至らず、2018年6月4日に「AEDの準備もあったのに使用されたのは10～15分後と遅れたことで脳に回復不可能な損傷が起きた。UEFAもFIFAもガイドラインを明確に示しているのに、心臓に問題があると分かっていた選手に対して理解できない対応」とKNVBの仲裁委員会へアヤックスを訴えた。2018年6月25日にジェネラル・ディレクターのエドウィン・ファン・デル・サールが
「1. 心拍数、脈拍、蘇生法への注意が認識、指導が不十分だったこと。2. 細動除去器の使用をもっと早くしなければならなかったこと。3. 気道が確保された後に反射の確認の時点で専門家が入るべきだったこと。」の3点での初期治療のミスを全面的に認めて家族に謝罪。「この責任を負うためにできることは全てしたい」と家族への将来的保証を受け入れた。

### その後
事故から2年8ヶ月がたった2020年3月下旬に昏睡状態から完全に目を覚まし、意識を取り戻した。現在は自身が病院にいることなども認識できるほどまで回復している。

## タイトル

### 個人
- UEFA U-19欧州選手権2016大会ベストイレブン